# Michel Gandoger
Abatele Jean Michel Gandoger (n. 10 mai 1850, Arnas, Rhône-Alpes, Franța – d. 4 octombrie 1926, Arnas, Rhône-Alpes, Franța) a fost un botanist și micolog francez. Gandoger s-a născut în Arnas, fiul unui bogat viticultor din regiunea Beaujolais. Deși s-a călugărit la vârsta de 26 de ani, și-a dedicat viața studiului botanicii, devenind specializat în genul Rosa. El a călătorit în întreaga regiune mediteraneană, în special în Creta, Spania, Portugalia și Algeria, acumulând un ierbar de peste 800.000 de exemplare, păstrate în prezent la Jardin botanique de Lyon. Cu toate acestea, el este cunoscut pentru că a publicat mii de specii de plante care nu mai sunt astăzi acceptate. Gandoger a murit la Arnas în 1926.
Părintele J B Charbonnel a publicat un necrolog în Bulletin de la Societe botanique de France (1927, Vol. 74, 3-11), care enumeră numeroasele publicații ale lui Gandoger. Există plante cu epitetul specific gandogeri, numite astfel în onoarea lui, un exemplu fiind Carex gandogeri. 

## Publicații
- Flore lyonnaise et des départements du sud-est, comprenant l'analyse des plantes spontanées et des plantes cultivées comme industrielles ou ornementales (1875)
- Revue du genre Polygonum (1882)
- Flora europaea (1883-1891, 27 volumes)
- Herborisations dans les Pyrénées (1884)
- Monographie mondiale des Crucifères (3 volumes)